# Coregonus macrophthalmus
Il coregone (Coregonus macrophthalmus, Nüsslin, 1882), conosciuto anche come bondella o coregone bianco, è un pesce di lago appartenente alla famiglia Salmonidae ed alla sottofamiglia Coregoninae.

## Distribuzione e habitat
Questo pesce è endemico del Lago di Costanza posto al confine tra Germania, Svizzera e Austria. È stato introdotto da tempo nel territorio italiano nei laghi prealpini.

## Descrizione
Simile al lavarello dal quale si distingue per i seguenti caratteri:
- corpo più alto, con una "gobba" dietro la testa
- la bocca terminale (nel lavarello è leggermente ventrale)
- branchiospine più sottili, in numero di circa 34 (28-30 nel lavarello)
- statura più piccola (fino a 30 cm per 2 kg).

Il colore è brunastro o verdognolo chiaro con ventre bianco, le squame sono argentate e le pinne sono grigie o giallo brune con apici neri.

## Alimentazione
Si basa sulle stesse prede che cattura il lavarello, ovvero crostacei planctonici, soprattutto cladoceri. Questa sovrapposizione tra le diete rende fortemente competitive sul piano alimentare le due specie.

## Riproduzione
Depone le uova in gennaio e febbraio, di notte, a profondità comprese tra 35 e 100 metri di profondità. Una femmina di 1 kg depone circa 50.000 uova.

## Pesca
Questa specie è molto importante, se non la più importante, per la pesca professionale del lago Maggiore e del lago di Como.